# Локасена
„Локасена“ или „Локи в спорове“ е една от поемите в Поетичната Еда. Поемата представлява кавга между Локи и останалите богове.
Локи обвинява боговете, наред с други неща, в непристойно сексуално поведение, практикуване на сейд (seiðr) и предразсъдъци. Привидно недотам сериозни обвинения, но тези елементи водят до Рагнарьок в едическата поема Вьолуспа. „Локасена“ не заявява директно, че е в резултат на убийството на Балдур. Това е изрично посочено само в Прозаичната Еда от Снуре Стурлусон.

## История
Обстановката е пиршество, давано от бога на морето Егир. Тор не присъства, но жена му Сиф е там от негово име, както и Браги и Идун. Тир, вече само с една ръка в резултат на жертвата си при окачването на сина на Локи – Фенрир, е на пиршеството, както и Ньорд с жена си Скади, Фрейр и Фрея, както и Видар, син на Один. Много други вани, аси и елфи също присъстват.
Слугите на Егир, Фимафенг и Елдир, вежливо посрещат гостите, но Локи завижда на хвалбите по техен адрес и убива Фимафенг. Боговете се разгневяват и го гонят от залата преди да се върнат отново към пира. На връщане Локи се среща с Елдир. Локи го заплашва и го кара да разкрие за какво са говорили боговете. Елдир отговаря, че са обсъждали военните си постижения и добавя, че Локи не е добре дошъл.
След като нагрубява и заплашва Елдир, Локи влиза в залата на Егир. Настъпва мълчание. Локи призовава правилата за гостоприемство, настоявайки за място и бира. Тогава Браги му казва, че не е добре дошъл при тях. Локи настоява за изпълнение на древната клетва, положена от Один, че винаги ще пият заедно. Один нарежда на сина си Видар да направи място на Локи. Видар става и налива бира за Локи. Преди да пие Локи предлага тост за боговете, но нарочно не споменава Браги. Браги предлага на Локи кон, пръстен и меч, но Локи, чакайки повод за кавга, нагрубява Браги като поставя под въпрос смелостта му. Браги отговаря, че не би било според правилата да се кара с госта на домакина, но ако са били в Асгард нещата биха били различни. Идун, жената на Браги, го задържа, но Локи я обижда като ѝ казва, че има разхлабена сексуалност. Обмените между Один и Локи са особено язвителни.
Тор се появява и заявява на Локи четири пъти, че ако продължи, ще му смаже главата с чука си. Локи отговаря, че ще напусне залата, тъй като единствено от неговите заплахи се плаши.
Накрая Локи е преследван от боговете и хванат след неуспешен опит да се превърне в сьомга. Вътрешностите на сина му Нари са използвани, за да го завържат за три скали, над които Скади поставя змия, чиято отрова капе върху Локи. Сигюн, жената на Локи, остава при него с купа, в която да събира отровата, но, когато купата се напълни и Сигюн отива да я изпразни, отрова капе върху Локи, което го кара да се гърчи в агония, което става причината за земетресения.